# ケルサン・チャキー・テトン
ケルサン・チャキー・テトン（Kelseng Chukie Tethong 1957年11月 - ）はネパール、ムスタン郡生まれのチベット系ネパール人で女優兼歌手。通称チャキー・テトン。

## 来歴
チャキー・テトンは音楽一家の生まれで妹のナムギャル・ラモと一緒にインドのダラムシャーラー郊外マクロードガンジ (en) でチベット舞台芸術研究所に入学する。在学期間は11年で歌唱を専門に学ぶと、1974年に研究所を去り、オランダに渡る。

## 音楽家としての経歴
オランダ在住中もチベット音楽への興味は尽きず1990年代初頭に再びこの分野に取り組むと、テトンは1996年に最初の公演を行う。それに続いてヨーロッパとアメリカ各地で多くのコンサートが開かれた。またチベット民主化コンサートシリーズ (en) にバンド「チェンパギャング」として参加、ニューヨーク（1997年）とワシントンD.C. （1998年）、アムステルダム（1999年）で演奏する。2000年にはボーカルとしてこのバンドの初アルバム『チベットからの声』（仮題）に参加、その後ソロに転向しダラムシャーラーと西ベンガル州で典礼および記念式典に出演を続けている。
主要都市の海外公演は東京をふくめウーディネ、バンクーバー、デリー、デヘラードゥーン、ジャイプール、台北などを重ね、ツアー先の台北で初ソロアルバム『Voices from Tara』を作成。主題は17世紀頃のチベット音楽、チベット東部および北東部の遊牧民トーシー (Toeshey) の「lu」と呼ばれる歌を中心に組んだ。
またテトンはチベットのさまざまな地域の民族音楽もレパートリーに加えている。

## 映画俳優の経歴
映画ではテトンは『セブン・イヤーズ・イン・チベット』（1997年）に姉妹で出演し、劇中の音楽でバンドのチェンパギャングも加わり、共演者はナムギャル・ラモ (en)、Tobden Gyaltso（オランダ語）であった。
ヤン・ヴァン・デン・バーグ (Jan van den Berg) がこのバンドを追ったドキュメンタリー作品、『Seven Dreams of Tibet』 を2001年に監督している。
2006年、彼女はミラレパ映画『Milarepa』(チベット語: མི་ལ་རས་པའི་རྣམ་ཐར།།, ワイリー方式: mi-la-ras-pa'i rnam-thar) で女優デビューを果たす。ミラレパ（フランス語）の母カルモ・キェンが若かったころを演じた。

## 作品
- Voices from Tibet、Gang Chenpa。作詞作曲（2000年、Papyros）
- Voices from Tara（2002年）
- Where the Heart Blossoms（2004年）
- Songs From The Forgotten（2005年）
- Songs of Milarepa（2006年）
- A Woman's Spiritual Chants（2009年）